# Sphenocichla
Genre
Sphenocichla est un genre de passereaux de la famille des Timaliidae. Il se trouve à l'état naturel dans l'Himalaya,.

## Liste des espèces
Selon la classification de référence du Congrès ornithologique international (version 8.1, 2018) :
- Sphenocichla humei (Mandelli, 1873) — Turdinule à gros bec, Timalie à gros bec
- Sphenocichla roberti Godwin-Austen & Walden, 1875 — Turdinule de Robert, Timalie de Robert